# Safim
Safim – miasto w Gwinei Bissau, w regionie Biombo.